# 大甲城
大甲城是臺灣清治時期道光年間由民間仕紳於今天臺中市大甲區所興建的城池，城內市街的中心點即是大甲鎮瀾宮。該城於日治時期的明治、大正年間逐步被拆除。

## 沿革
大甲地區自雍正九年（1731年）大安溪口開設貿易港後，逐漸發展成大甲堡各庄的經濟中心，而在嘉慶二十一年（1816年）鹿港巡檢移駐大甲後，大甲街的地位變得更加重要。
道光七年（1827年），在仕紳林聰、林甲成等人提議下，開始集資興建大甲城。興建時就近取材，城牆用的是大甲溪河床的溪石，外面再用石灰、黑糖與米餅混合成漿塗刷，周長五百一十丈，高二丈。
到了日治時期，大甲城因為市區改正計畫的緣故逐漸被拆毀，首先在明治三十八年（1905年）拆掉城牆，兩年後拆掉了東門，明治四十一年（1908年）拆掉了南門與北門，至於西門則到了大正年間（1920年代）才被拆毀。

## 城門與市街

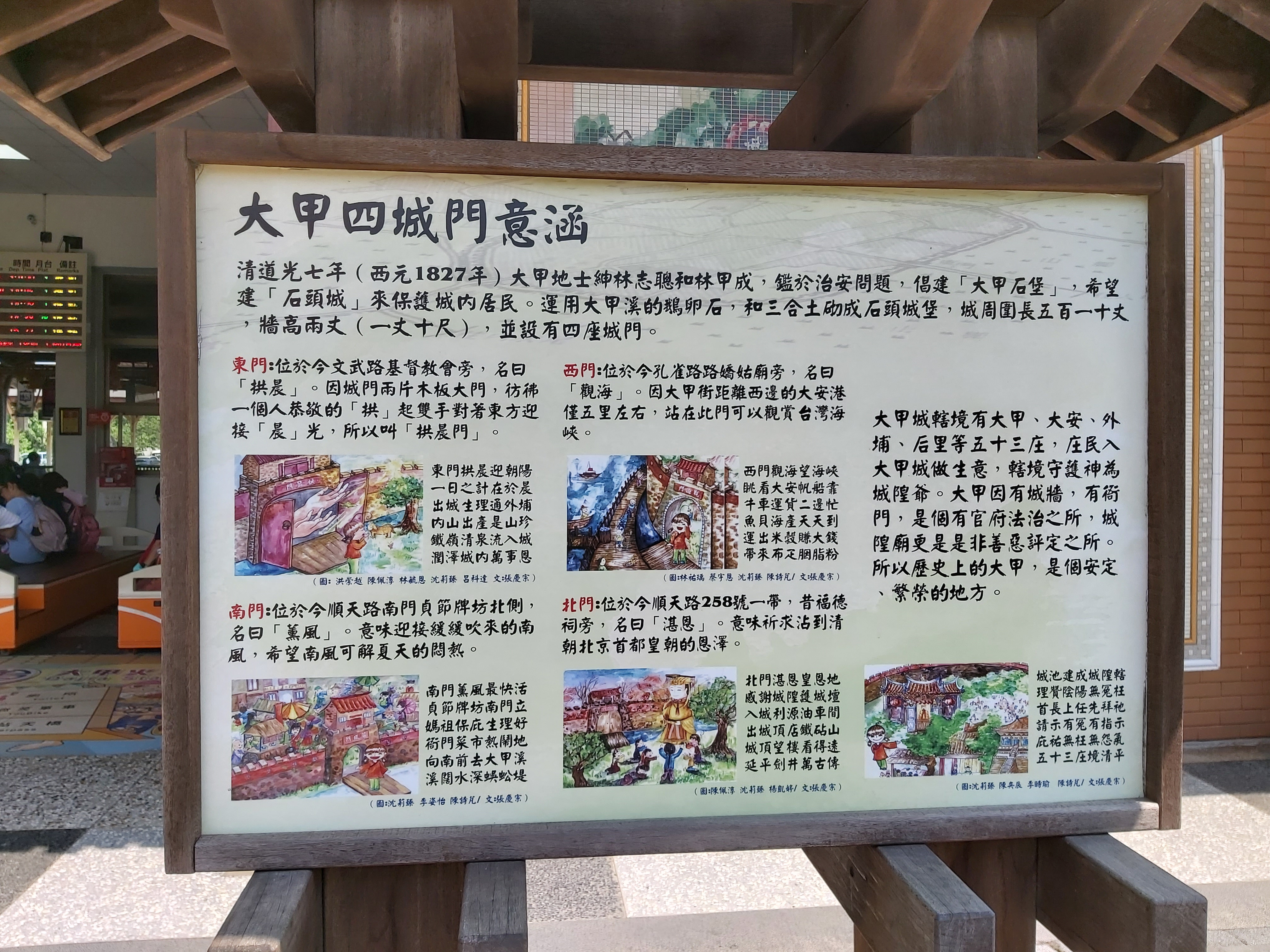
大甲車站前的古城四城門解說牌

大甲城共有四座城門，分別是東門「拱晨門」、西門「觀海門」、南門「薰風門」、北門「湛恩門」，其位置分別位在今天大甲鎮政路的土地銀行附近（東）、孔雀路路嬌姑廟旁（西）、順天路林氏貞孝坊北邊（南）、順天路258號北門土地公廟附近（北）。
城內主要市街呈現十字型，其南北大道即是今天的順天路，當時稱為「大街」，寬六尺；城中心為鎮瀾宮，城的西北邊有文昌廟，東北邊有舊大甲城隍廟址在今天的民生路與鎮瀾街的交叉口一帶，而官府衙門則在大甲第一市場對面，其中巡檢署即順天路電信局、郵局一帶，守備署與兵營則在今天的武營路一帶。至於集市則有北門街的米市與三角街的魚市等。